# Himmatwala
Himmatwala (trad. El valiente) es una película de comedia de acción en idioma hindi de 2013 escrita y dirigida por Sajid Khan y producida conjuntamente por UTV Motion Pictures y Vashu Bhagnani. La película presenta a Ajay Devgn y Tamannaah en los papeles principales. Ambientada en 1983, es una nueva versión oficial de la película de 1983 del mismo nombre de K. Raghavendra Rao, que fue, a su vez, una nueva versión de la película telugu de 1981 Ooruki Monagadu. La película se estrenó el 29 de marzo de 2013. La película marca el regreso de Tamannaah a Bollywood después de su debut en la película de 2005 Chand Sa Roshan Chehra. En el lanzamiento, fue criticado universalmente por la crítica y el público por su historia, diálogos, humor, dirección, lógica, guion y actuación, e incluso ha sido citada como una de las peores películas de Bollywood de la historia.

## Sinopsis
Ambientada en 1983, la historia comienza con Ravi (Ajay Devgn) ganando una competencia de lucha en un club. Se le conoce como Himmatwala (hombre valiente). Luego va a la aldea de Ramnagar, donde conoce a su madre, Savitri (Zarina Wahab), y a su hermana menor, Padma (Leena Jumani), quienes llevan una vida miserable.
La madre de Ravi, Savitri, le dice a Ravi que el padre de Ravi (Anil Dhawan) era un hombre honesto y respetado, y que era el sacerdote del templo. Su padre fue incriminado por Sher Singh (Mahesh Manjrekar), el tirano zamindar (terrateniente), por robar el templo ya que este último lo vio cometer un asesinato. Disgustado, el padre de Ravi se suicidó. En venganza, el joven Ravi intentó matar a Sher Singh, pero fracasó. Cuando la casa de Ravi se quema, Savitri le dice que huya ya que Sher Singh lo matará.
Con la venganza en su mente, Ravi golpea a Narayan Das (Paresh Rawal), el manager y cuñado de Sher Singh, además de amenazar a Sher Singh. Al día siguiente, humilla públicamente a la hija de Sher Singh, Rekha (Tamannaah) porque estaba golpeando a su conductor inocente. En respuesta, Rekha suelta un tigre en la aldea frente a Ravi. Sin embargo, su plan no tuvo éxito, ya que fracasó. Rekha cae de la terraza y está a punto de ser atacada por el animal, cuando Ravi salta y le salva la vida. Rekha se enamora de Ravi y, luego, salva la vida de Ravi contra los planes de su padre Sher Singh.
Por otro lado, Ravi llega a saber que Padma está enamorado de Shakti (Adhyayan Suman), el hijo de Narayan Das. Tiene sus objeciones y también Narayan. Sin embargo, Sher Singh le dice a Narayan Das que casarse con Shakti con Padma les daría una ventaja sobre Ravi, ya que pueden maltratar a Padma y mantener a Ravi en control. Mientras tanto, Padma ahora sabe que Ravi, que vive con ella, no es el verdadero Ravi (Riteish Deshmukh), y Ravi murió en un accidente de tráfico. Antes de morir, el verdadero Ravi le pidió que cuidara de su familia. Padma está inicialmente molesta, pero luego se reconcilia después de que Ravi le salva la vida.
Poco después de que Padma y Shakti se casan, tanto el padre como el hijo comienzan a maltratar a Padma. En venganza, Ravi usa a Rekha contra su propio padre, tal como ella le aconseja. Después de que Rekha le dice a su padre Sher Singh que está embarazada del hijo de Ravi, Sher Singh le ruega a Ravi que se case con Rekha. Finalmente, Ravi castigó a Narayan Das y Shakti haciendo todas las tareas del hogar. También gana la elección de Sarpanch, y Sher Singh finalmente devuelve todos los documentos de propiedad a los aldeanos, que Sher Singh les había quitado ilegalmente antes.
Sin embargo, Shakti escucha la conversación de Rekha y Ravi sobre el embarazo falso y que él no es el verdadero Ravi. Enfurecido, Sher Singh intenta matarlo trayendo a 20 combatientes de la ciudad, pero fracasa. En la pelea mientras golpean a Ravi, el tigre (con el que Ravi había luchado) llega y le salva la vida. Ravi luego golpea brutalmente a Shakti y está a punto de matar a Sher Singh cuando su madre lo detiene.
Al final, Sher Singh, Narayan Das y Shakti piden perdón a Ravi, Savitri, Padma y el resto de los aldeanos.

## Reparto
- Ajay Devgn como Ravi (II) "Himmatwala" Ravi, amigo de Ravi
- Tamannaah como Rekha Singh Bandookwala, el interés amoroso de Ravi (II)
- Paresh Rawal como Narayan Das, cuñado de Sher Singh, padre de Shakti y tío de Rekha
- Mahesh Manjrekar como Sher Singh Bandookwala, padre de Rekha
- Adhyayan Suman como Shakti Das, hijo de Narayan, primo de Rekha, esposo de Padma y cuñado de Ravi
- Zarina Wahab como Savitri Kishan Verma, viuda de Kishan, madre de Ravi y Padma y suegra de Shakti
- Leena Jumani como Padma Verma / Padma Shakti Das, hija de Savitri y Kishan, hermana menor de Ravi y esposa de Shakti[4]
- Anil Dhawan como Kishan Verma, esposo muerto de Savitri, padre de Ravi y Padma y suegro de Shakti

### Apariciones especiales
- Riteish Deshmukh como Ravi Verma, hijo muerto de Savitri y Kishan, hermano mayor de Padma y amigo de Ravi (II)
- Chunky Pandey como Michael Jaikishan
- Surveen Chawla en la canción "Dhoka Dhoka"
- Amruta Khanvilkar en la canción "Dhoka Dhoka"
- Sayantani Ghosh en la canción "Dhoka Dhoka"
- Rinku Ghosh en la canción "Dhoka Dhoka"
- Mona Thiba en la canción "Dhoka Dhoka"
- Sonakshi Sinha en la canción "Thank God It's Friday"[5]

## Promoción
El primer póster de la película  Himmatwala  se estrenó el 8 de agosto de 2012, mientras que el tráiler se estrenó el 24 de enero de 2013.

## Taquilla
Según Box Office India, "Himmatwala" fue un fracaso.